# 埃尔蒂恩夫洛
埃尔蒂恩夫洛，是西班牙卡斯蒂利亚-莱昂阿维拉省的一个市镇。总面积76平方公里，总人口3641人（2001年），人口密度48人/平方公里。